# Amerila androfusca
Amerila androfusca là một loài bướm đêm thuộc phân họ Arctiinae, họ Erebidae.